# كوير كريبس
كوير كريبس: الرجال المثليون من ذوي الإعاقة وقصصهم هي مختارات صدرت عام 2004 قام بتحريرها بوب جوتر وجون ر. كيلاكي. الكتاب عبارة عن مجموعة من القصص الشخصية لرجال مثليين من ذوي الإعاقة. تُروى القصص من خلال مجموعة متنوعة من الأنواع الأدبية، بما في ذلك الشعر والنثر والمقابلات. فاز الكتاب بجائزة لامدا الأدبية لعام 2004 في فئة المختارات/الكتب غير الخيالية. ومن بين المساهمين في الكتاب رجال مثليون مثل جريج والوش وكيني فرايز. وكان الناشط في مجال حقوق ذوي الإعاقة ج. كوين بريسبن أحد المساهمين أيضًا. بعد رفض نشرها من قبل 30 ناشرًا، تم نشر المجموعة أخيرًا بواسطة دار نشر هارينغتون بارك، وهي إحدى بصمات دار نشر هاوورث.

## استقبال
كتبت مجلة دراسات الإعاقة، وهي منشورة لجمعية دراسات الإعاقة، مراجعة لـ كوير كريبس، وذكرت أن:
في حين أن كوير كريبس يمكن بالتأكيد أن يتباهى بالشعر الجميل المصنوع جيدًا، إلا أن هناك بعض الاستثناءات. ربما يكون الأمر مجرد مسألة ذوق، ولكن بعض الشعر هو من النوع التنفيسي دون عناصر "الحرفة" الموجودة في الشعر المنشور الرسمي أو مشهد قطعة الأداء. ومع ذلك، فإن ما هو عظيم في إدراج مثل هذا الشعر هو أنه يرتقي بجميع تعبيرات الشعور، وبمعنى ما، يلتقط حقًا مشاركة الروح التي يمثلها الشعر.
في كتاب نظرية الإعاقة: العلامات الثقافية للمثلية الجنسية والإعاقة، يلاحظ روبرت ماكروير أن القصص في كوير كريبس "غير معيارية للمثلية الجنسية بالمعنى الأوسع" وأن "من المدهش كيف يبدو أن التقارب بين الإعاقة والمثلية الجنسية في كوير كريبس يجيز الإبداع واللعب الإيروتيكي". ويكتب ماكروير أيضًا أن المختارات ترسم ضمناً موازاة بين المغايرة الجنسية الإجبارية و"القدرة الجسدية الإجبارية".